# Mangelia hooveri
Mangelia hooveri är en snäckart som beskrevs av Arnold 1903. Mangelia hooveri ingår i släktet Mangelia och familjen kägelsnäckor. Inga underarter finns listade i Catalogue of Life.